# Thảm sát Vĩnh Lợi 1962 (Sóc Trăng)
Thảm sát Vĩnh Lợi 1962 (Sóc Trăng) là một vụ thảm sát gây ra bởi Quân lực Việt Nam Cộng hòa tại Vĩnh Lợi, huyện Thạnh Trị, tỉnh Sóc Trăng. Vụ thảm sát xảy ra vào đêm 23 và rạng sáng 24 tháng 3 năm 1962 khiến cho 36 người thiệt mạng, trong đó có 12 người (gồm 8 người công giáo) bị mổ bụng lấy lá gan và túi mật.

## Diễn biến
Đêm 23/3/1962, do binh lính Quân lực Việt Nam Cộng hòa càn quét dữ dội, dân chúng hoảng hốt, chạy dồn về ấp 17, lúc này 3 cánh quân của Quân lực Việt Nam Cộng hòa đã tràn vào ấp 17 và nổ súng loạn xạ vào người dân. Một số bị binh lính Quân lực Việt Nam Cộng hòa bắt sống ngay trong xóm. Binh lính Quân lực Việt Nam Cộng hòa gom dân thường lại thành từng cụm và mổ bụng người dân vô tội lấy gan và mật. Binh lính Quân lực Việt Nam Cộng hòa cho rằng những người bị họ giết đều là Việt Cộng. Trong 12 người bị mổ bụng có tám người theo đạo công giáo. Khoảng 11 giờ trưa thì binh lính Quân lực Việt Nam Cộng hòa rút đi.